# Kileskus
Kileskus – rodzaj teropoda z rodziny Proceratosauridae żyjącego w środkowej jurze na obecnych terenach Azji. Został opisany w 2010 roku przez Aleksandra Awerianowa i współpracowników w oparciu o niekompletną prawą kość szczękową (ZIN PH 5/117). Do rodzaju Kileskus przypisano również inne szczątki czaszki oraz kończyn odkryte w kamieniołomie Berezowsk, około 2 km na południe od wioski Nikolskoje w Kraju Krasnojarskim na zachodzie Syberii. Osady formacji Itat, w których odkryto skamieniałości, datuje się na baton, co sprawia, że Kileskus jest jednym z najstarszych znanych tyranozauroidów i celurozaurów w ogóle. Szczątki odnaleziono na przestrzeni 1–2 m2, co sugeruje, że należą one do jednego osobnika. Według analizy filogenetycznej przeprowadzonej przez Awerianowa i współpracowników Kileskus jest przedstawicielem grupy Proceratosauridae, obejmującej również proceratozaura i guanlonga. Na drzewie filogenetycznym Kileskus zajmuje pozycję bardziej bazalną niż te dwa rodzaje, jednak autorzy wskazują na jego większe podobieństwo do proceratozaura niż guanlonga. U kileskusa nie odnaleziono szczątków grzebienia nosowego, cechy charakterystycznej dla pozostałych przedstawicieli Proceratosauridae, jednak jego pozycja filogenetyczna sugeruje, że również u niego struktura tego typu była obecna.
Nazwa Kileskus w języku chakaskim oznacza „jaszczur”, zaś nazwa gatunkowa gatunku typowego, aristotocus, pochodzi z języka greckiego, w którym oznacza „arystokratyczny”, co odnosi się do pozycji filogenetycznej kileskusa jako przedstawiciela zaawansowanych teropodów – celurozaurów.